# 鹿豹座17
鹿豹座17，又名BD+62 759，HD 35583、SAO 13518、HR 1802，是鹿豹座的一颗恒星，视星等为5.42，位于銀經149.08，銀緯15.46，其B1900.0坐标为赤經5h 20m 43.3s，赤緯+62° 15.46′ 1″。